# Liste der Gemeinden im Landkreis Rottal-Inn

Karte des Landkreises Rottal-Inn

Die Liste der Gemeinden im Landkreis Rottal-Inn gibt einen Überblick über die Verwaltungseinheiten des Landkreises. Es gibt 31 politische Gemeinden, von denen 20 eine eigene Verwaltung haben, und 5 Verwaltungsgemeinschaften.

## Legende
- Verwaltungseinheit: Name der Gemeinde und Angabe der Gemeindeart: Gemeinde (–), Markt (M), Stadt (St), Große Kreisstadt (GKSt) oder Name der Verwaltungsgemeinschaft. Einheitsgemeinden wie auch Verwaltungsgemeinschaften sind fett gedruckt
- Wappen: Wappen der Gemeinde
- GT: Gemeindeteile der Gemeinde. Der Wiki-Link ist mit der Gemeindegliederung der jeweiligen Gemeinde verknüpft.
- VG: Zeigt ggf. an, ob eine Gemeinde zu einer Verwaltungsgemeinschaft gehört
- Karte: Zeigt die Lage der Gemeinde im Landkreis
- Fläche: Fläche der Stadt beziehungsweise Gemeinde, angegeben in Quadratkilometer
- Einwohner: Zahl der Menschen, die in der Gemeinde beziehungsweise Stadt leben (Stand: 31. Dezember 2023[1])
- EW-Dichte: Angegeben ist die Einwohnerdichte, gerechnet auf die Fläche der Verwaltungseinheit, angegeben in Einwohner pro km2 (Stand: 31. Dezember 2023[2])
- Statistik: Link zur kommunalen Statistik des Bayerischen Landesamts für Statistik
- Website: Website der Gemeinde bzw. der Verwaltungsgemeinschaft

## Gemeinden
| Verwaltungseinheit                   | Wappen                               | GT  | VG           | Karte                                                                 | Fläche in km²  | Einwohner      | Einwohner je km² | Statistik | Website |
| ------------------------------------ | ------------------------------------ | --- | ------------ | --------------------------------------------------------------------- | -------------- | -------------- | ---------------- | --------- | ------- |
| Landkreis Rottal-Inn                 | Wappen des Landkreises Rottal-Inn    |     |              | Der Landkreis Rottal-Inn                                              | 1281.2 (100 %) | 124911 (100 %) | 97               | [ 3 ]     | [ 4 ]   |
| Verwaltungsgemeinschaft Bad Birnbach |                                      |     | Bad Birnbach | Lage der Verwaltungsgemeinschaft Bad Birnbach im Landkreis Rottal-Inn | 88.26 (6.9 %)  | 7709 (6.2 %)   | 87               |           |         |
| Verwaltungsgemeinschaft Ering        |                                      |     | Ering        | Lage der Verwaltungsgemeinschaft Ering im Landkreis Rottal-Inn        | 57.75 (4.5 %)  | 3277 (2.6 %)   | 57               |           |         |
| Verwaltungsgemeinschaft Falkenberg   |                                      |     | Falkenberg   | Lage der Verwaltungsgemeinschaft Falkenberg im Landkreis Rottal-Inn   | 100.88 (7.9 %) | 6156 (4.9 %)   | 61               |           | [ 5 ]   |
| Verwaltungsgemeinschaft Massing      |                                      |     | Massing      | Lage der Verwaltungsgemeinschaft Massing im Landkreis Rottal-Inn      | 49.03 (3.8 %)  | 5054 (4 %)     | 103              |           |         |
| Verwaltungsgemeinschaft Tann         |                                      |     | Tann         | Lage der Verwaltungsgemeinschaft Tann im Landkreis Rottal-Inn         | 68.29 (5.3 %)  | 5742 (4.6 %)   | 84               |           |         |
| Arnstorf, M                          | Wappen der Gemeinde Arnstorf         | 151 |              | Lage der Gemeinde Arnstorf im Landkreis Rottal-Inn                    | 80.37 (6.3 %)  | 7548 (6 %)     | 94               | [ 6 ]     | [ 7 ]   |
| Bad Birnbach, M                      | Wappen der Gemeinde Bad Birnbach     | 85  | Bad Birnbach | Lage der Gemeinde Bad Birnbach im Landkreis Rottal-Inn                | 68.83 (5.4 %)  | 6003 (4.8 %)   | 87               | [ 8 ]     | [ 9 ]   |
| Bayerbach                            | Wappen der Gemeinde Bayerbach        | 19  | Bad Birnbach | Lage der Gemeinde Bayerbach im Landkreis Rottal-Inn                   | 19.43 (1.5 %)  | 1706 (1.4 %)   | 88               | [ 10 ]    | [ 11 ]  |
| Dietersburg                          | Wappen der Gemeinde Dietersburg      | 135 |              | Lage der Gemeinde Dietersburg im Landkreis Rottal-Inn                 | 55.03 (4.3 %)  | 3131 (2.5 %)   | 57               | [ 12 ]    | [ 13 ]  |
| Eggenfelden, St                      | Wappen der Gemeinde Eggenfelden      | 119 |              | Lage der Gemeinde Eggenfelden im Landkreis Rottal-Inn                 | 44.35 (3.5 %)  | 14439 (11.6 %) | 326              | [ 14 ]    | [ 15 ]  |
| Egglham                              | Wappen der Gemeinde Egglham          | 58  |              | Lage der Gemeinde Egglham im Landkreis Rottal-Inn                     | 36.84 (2.9 %)  | 2353 (1.9 %)   | 64               | [ 16 ]    | [ 17 ]  |
| Ering                                | Wappen der Gemeinde Ering            | 92  | Ering        | Lage der Gemeinde Ering im Landkreis Rottal-Inn                       | 39.56 (3.1 %)  | 1850 (1.5 %)   | 47               | [ 18 ]    | [ 19 ]  |
| Falkenberg                           | Wappen der Gemeinde Falkenberg       | 106 | Falkenberg   | Lage der Gemeinde Falkenberg im Landkreis Rottal-Inn                  | 66.5 (5.2 %)   | 3958 (3.2 %)   | 60               | [ 20 ]    | [ 21 ]  |
| Gangkofen, M                         | Wappen der Gemeinde Gangkofen        | 171 |              | Lage der Gemeinde Gangkofen im Landkreis Rottal-Inn                   | 108.76 (8.5 %) | 6473 (5.2 %)   | 60               | [ 22 ]    | [ 23 ]  |
| Geratskirchen                        | Wappen der Gemeinde Geratskirchen    | 46  | Massing      | Lage der Gemeinde Geratskirchen im Landkreis Rottal-Inn               | 12.89 (1 %)    | 862 (0.7 %)    | 67               | [ 24 ]    | [ 25 ]  |
| Hebertsfelden                        | Wappen der Gemeinde Hebertsfelden    | 151 |              | Lage der Gemeinde Hebertsfelden im Landkreis Rottal-Inn               | 49.9 (3.9 %)   | 3765 (3 %)     | 75               | [ 26 ]    | [ 27 ]  |
| Johanniskirchen                      | Wappen der Gemeinde Johanniskirchen  | 45  |              | Lage der Gemeinde Johanniskirchen im Landkreis Rottal-Inn             | 40.58 (3.2 %)  | 2478 (2 %)     | 61               | [ 28 ]    | [ 29 ]  |
| Julbach                              | Wappen der Gemeinde Julbach          | 17  |              | Lage der Gemeinde Julbach im Landkreis Rottal-Inn                     | 11.3 (0.9 %)   | 2402 (1.9 %)   | 213              | [ 30 ]    | [ 31 ]  |
| Kirchdorf am Inn                     | Wappen der Gemeinde Kirchdorf am Inn | 22  |              | Lage der Gemeinde Kirchdorf am Inn im Landkreis Rottal-Inn            | 31.64 (2.5 %)  | 5425 (4.3 %)   | 171              | [ 32 ]    | [ 33 ]  |
| Malgersdorf                          | Wappen der Gemeinde Malgersdorf      | 27  | Falkenberg   | Lage der Gemeinde Malgersdorf im Landkreis Rottal-Inn                 | 11.48 (0.9 %)  | 1258 (1 %)     | 110              | [ 34 ]    | [ 35 ]  |
| Massing, M                           | Wappen der Gemeinde Massing          | 75  | Massing      | Lage der Gemeinde Massing im Landkreis Rottal-Inn                     | 36.14 (2.8 %)  | 4192 (3.4 %)   | 116              | [ 36 ]    | [ 37 ]  |
| Mitterskirchen                       | Wappen der Gemeinde Mitterskirchen   | 37  |              | Lage der Gemeinde Mitterskirchen im Landkreis Rottal-Inn              | 24.63 (1.9 %)  | 2228 (1.8 %)   | 90               | [ 38 ]    | [ 39 ]  |
| Pfarrkirchen, St                     | Wappen der Gemeinde Pfarrkirchen     | 95  |              | Lage der Gemeinde Pfarrkirchen im Landkreis Rottal-Inn                | 52.35 (4.1 %)  | 13694 (11 %)   | 262              | [ 40 ]    | [ 41 ]  |
| Postmünster                          | Wappen der Gemeinde Postmünster      | 154 |              | Lage der Gemeinde Postmünster im Landkreis Rottal-Inn                 | 43.5 (3.4 %)   | 2460 (2 %)     | 57               | [ 42 ]    | [ 43 ]  |
| Reut                                 | Wappen der Gemeinde Reut             | 108 | Tann         | Lage der Gemeinde Reut im Landkreis Rottal-Inn                        | 30.75 (2.4 %)  | 1693 (1.4 %)   | 55               | [ 44 ]    | [ 45 ]  |
| Rimbach                              | Wappen der Gemeinde Rimbach          | 36  | Falkenberg   | Lage der Gemeinde Rimbach im Landkreis Rottal-Inn                     | 22.9 (1.8 %)   | 940 (0.8 %)    | 41               | [ 46 ]    | [ 47 ]  |
| Roßbach                              | Wappen der Gemeinde Roßbach          | 66  |              | Lage der Gemeinde Roßbach im Landkreis Rottal-Inn                     | 48.15 (3.8 %)  | 2944 (2.4 %)   | 61               | [ 48 ]    | [ 49 ]  |
| Schönau                              | Wappen der Gemeinde Schönau          | 53  |              | Lage der Gemeinde Schönau im Landkreis Rottal-Inn                     | 36.13 (2.8 %)  | 1950 (1.6 %)   | 54               | [ 50 ]    | [ 51 ]  |
| Simbach am Inn, St                   | Wappen der Gemeinde Simbach am Inn   | 129 |              | Lage der Gemeinde Simbach am Inn im Landkreis Rottal-Inn              | 47.33 (3.7 %)  | 10521 (8.4 %)  | 222              | [ 52 ]    | [ 53 ]  |
| Stubenberg                           | Wappen der Gemeinde Stubenberg       | 70  | Ering        | Lage der Gemeinde Stubenberg im Landkreis Rottal-Inn                  | 18.19 (1.4 %)  | 1427 (1.1 %)   | 78               | [ 54 ]    | [ 55 ]  |
| Tann, M                              | Wappen der Gemeinde Tann             | 104 | Tann         | Lage der Gemeinde Tann im Landkreis Rottal-Inn                        | 37.54 (2.9 %)  | 4049 (3.2 %)   | 108              | [ 56 ]    | [ 57 ]  |
| Triftern, M                          | Wappen der Gemeinde Triftern         | 95  |              | Lage der Gemeinde Triftern im Landkreis Rottal-Inn                    | 62.24 (4.9 %)  | 5311 (4.3 %)   | 85               | [ 58 ]    | [ 59 ]  |
| Unterdietfurt                        | Wappen der Gemeinde Unterdietfurt    | 29  |              | Lage der Gemeinde Unterdietfurt im Landkreis Rottal-Inn               | 27.48 (2.1 %)  | 2223 (1.8 %)   | 81               | [ 60 ]    | [ 61 ]  |
| Wittibreut                           | Wappen der Gemeinde Wittibreut       | 96  |              | Lage der Gemeinde Wittibreut im Landkreis Rottal-Inn                  | 38.32 (3 %)    | 1988 (1.6 %)   | 52               | [ 62 ]    | [ 63 ]  |
| Wurmannsquick, M                     | Wappen der Gemeinde Wurmannsquick    | 93  |              | Lage der Gemeinde Wurmannsquick im Landkreis Rottal-Inn               | 49.19 (3.8 %)  | 3457 (2.8 %)   | 70               | [ 64 ]    | [ 65 ]  |
| Zeilarn                              | Wappen der Gemeinde Zeilarn          | 87  |              | Lage der Gemeinde Zeilarn im Landkreis Rottal-Inn                     | 28.9 (2.3 %)   | 2183 (1.7 %)   | 76               | [ 66 ]    | [ 67 ]  |